# كرايغ ديفيس
كرايغ ديفيس (بالإنجليزية: Buster Davis)‏ هو لاعب كرة قدم أمريكية أمريكي، ولد في 2 أكتوبر 1985 في نيو أورلينز في الولايات المتحدة.

## وصلات خارجية
- كرايغ ديفيس على موقع مرجع كرة القدم المحترفة.كوم (الإنجليزية)